# Organické sloučeniny zlata
Organické sloučeniny zlata jsou organokovové sloučeniny obsahující vazby mezi atomy uhlíku a zlata. Jsou předmětem akademického výzkumu, ale nemají významné využití. Nejčastějšími oxidačními čísly zlata v těchto sloučeninách jsou I s koordinačním číslem 2 a lineární geometrií a III, kde koordinační číslo bývá 4 a geometrie molekul čtvercově rovinná.
První připravenou sloučeninou tohoto typu byl v roce 1900 karbid zlatný, Au2C2.

## Zlatné sloučeniny
Zlatné komplexy mají koordinační číslo 2, jsou lineární a diamagnetické a mají 14 elektronů. Obvykle se vyskytují jako adukty LAuR, kde L je ligand, jako například trifenylfosfin nebo isokyanid. Ligand brání redukci Au+ na kovové zlato, a to tím, že tvoří dimer s organickou skupinou. Zlato v oxidačním čísle I také může vytvářet zlatnany, M[AuR2] (patřící mezi átové komplexy), kde je kation zpravidla navázán na komplexační činidlo, což zvyšuje jeho stabilitu. Anion AuR2− je také lineární, obdobně jako i jiné M(d10) sloučeniny, například Hg(Me)2 a Pd(Me)22+. Zlato vytváří acetylidy (schopné se spojit do polymerních struktur) a karbeny. Obvyklým způsobem přípravy slóučenin typu LAuR je reakce Grignardova činidla se zlatným halogenidem a takto získaného produktu s organolithnými sloučeninami (R-Li) na átový komplex.
U určité skupiny sloučenin jsou arylové atomy uhlíku přítomny jako můstky mezi dvěma atomy zlata. Příkladem takové sloučeniny je (2,4,6-trimethylfenyl)zlato, (MesAu)5, připravované reakcí Au(CO)Cl a mesitylového Grignardova činidla.
Na jeden atom zlata se může koordinovat až 6 atomů uhlíku. Sloučeniny typu C(AuL)4 jsou isolobální s methanem a C(AuL)5+ s methaniovým iontem. Tyto hyperkoordinované shluky jsou často stabilizovány aurofilními interakcemi mezi zlatnými centry s uzavřenými slupkami.

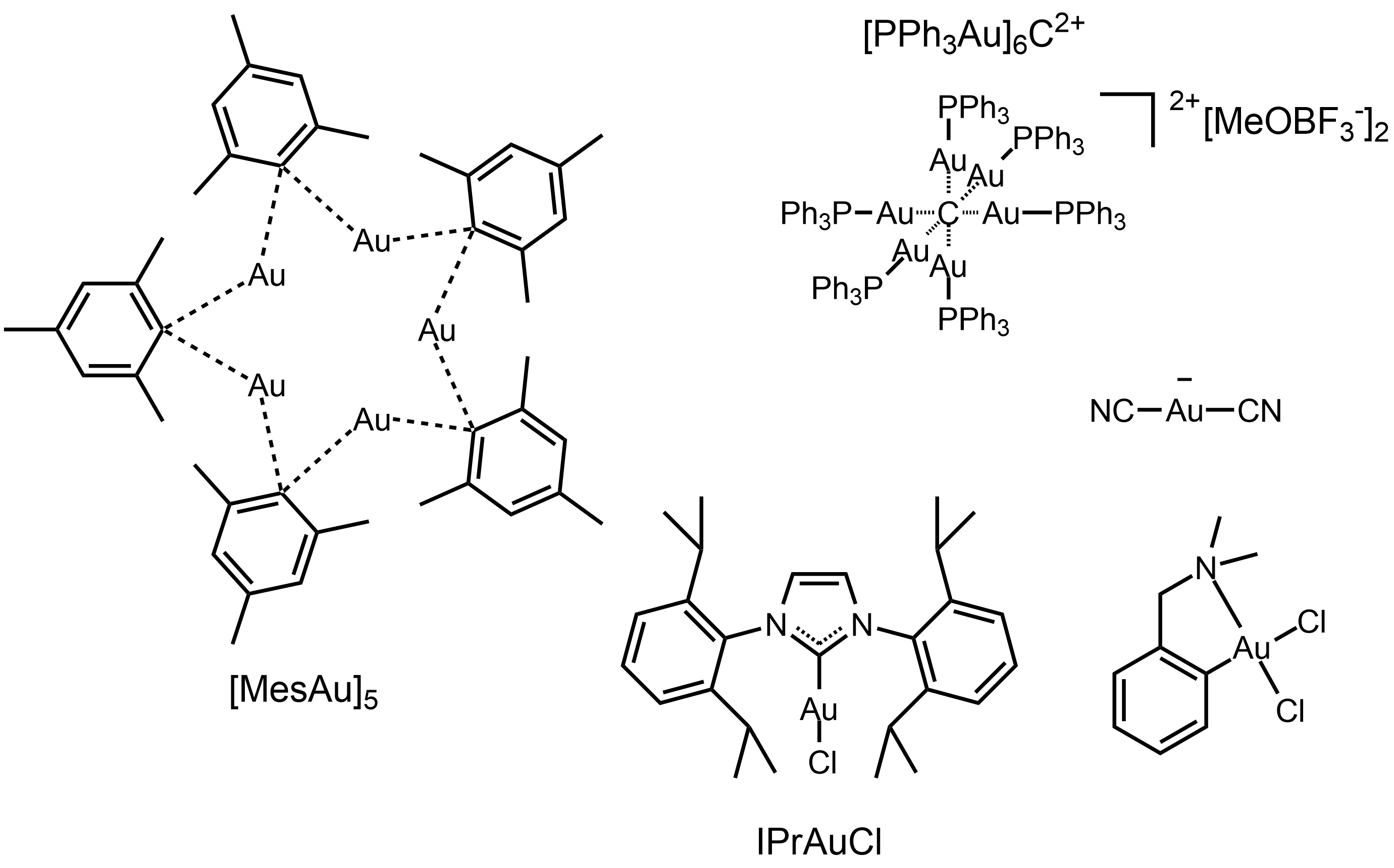
Příklady organozlatných sloučenin a vazeb v nich

Zlatné kyanidy (MAu(CN)2) mají význam při kyanidovém loužení zlata. Uhlík v kyanidech kovů je obvykle iontový, ovšem u vazby C-Au má vlastnosti kovalentní.

## Zlatité sloučeniny
Zlatité komplexy bývají 4-koordinované, čtvercově rovinné, diamagnetické a 16elektronové sloučeniny. Někdy je formální koordinační číslo menší než 4, což způsobují ligandy, například chlor, vytvářející můstky; příčinou může být i vnitromolekulární chelatace. Většina těchto komplexů je toxická a tak jsou méně prozkoumány než zlatné; nejlépe prozkoumané jsou z této skupiny monoarylzlatité sloučeniny. Sloučeniny z této skupiny se nejčastěji připravují přímými elektrofilními auracemi arenů chloridem zlatitým.
Jsou také známy homoleptické tetraalkylzlatitany, například Li[AuMe4].

## Použití

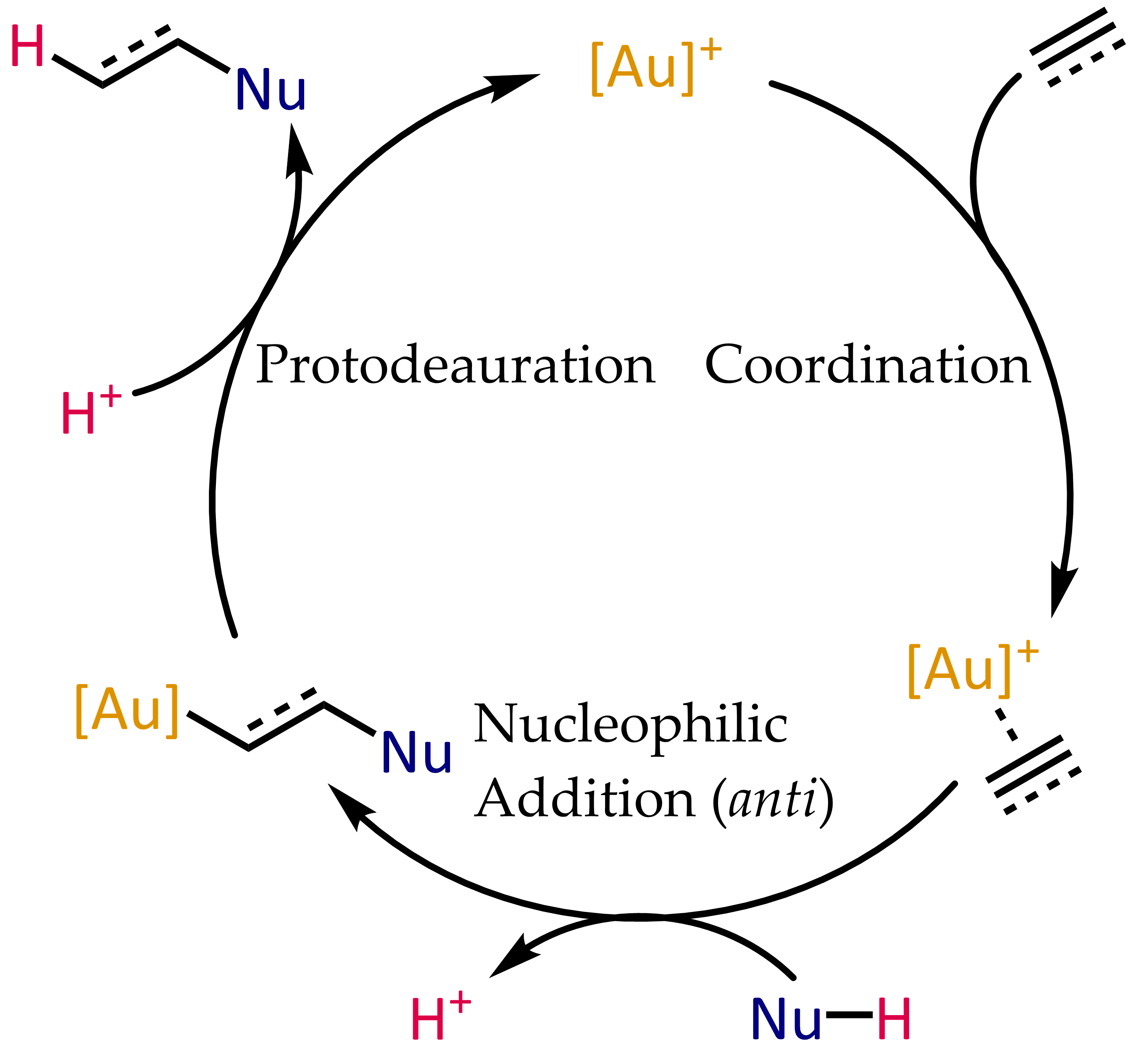
Obvyklý mechanismus hydrofunkcionalizací alkynů a allenů katalyzovaných zlatnými sloučeninami

Reakce katalyzované zlatem lze rozdělit do dvou skupin: na heterogenní, například využití nanočástic zlata (Au/TiO2 a další) a monovrstev thiolů na zlatých površích, a katalyzátory na hliníkových nosičích, například Au/CeO2. Tyto katalyzátory byly zkoumány pro možné využití v průmyslových procesech, jako jsou oxidace oxidu uhelnatého (CO) a selektivní hydrogenace (mimo jiné butadienu na buten). I když se v některých případech ukázaly jako účinné vysoce selektivní, tak se vyskytují určité nejistoty ohledně mechanismů reakcí katalyzovaných různými katalyzátory založenými na zlatu.
V homogenní katalýze se používají jednoduché nebo na ligandy navázané zlatné nebo zlatité sloučeniny rozpustné v organických rozpouštědlech a využitelné na výrobu čistých chemikálií.
Na přípravu komplexů Au se používají jeho halogenidy a jednoduché komplexy, jako jsou chlorid zlatný, chlorid zlatitý a kyselina chlorozlatitá. Tyto zdroje zlata ovšem rychle vytvářejí špatně popsatelné a snadno deaktivovatelné (prostřednictvím redukce na Au0) aktiuvní katalyzátory. Rozvoj lépe popsatelných fosfinových a NHC zlatných komplexů přinesl významný pokrok a nárůst zájmu o výzkum syntetického využití katalyzátorů založených na zlatu. Zlatné komplexy se obvykle připravují a uchovávají v podobě stabilních a nereaktivních chloridů, LAuCl, jako je například chlorid (trifenylfosfin)zlatný, jež se zpravidla aktivují odstraněním halogenidových iontů stříbrnými solemi, například AgOTf, AgBF4 nebo AgSbF6, za vzniku komplexních zlatných kationtů.
Přestože se koordinačně nenasycené komplexy LAu+ připravují ze směsí LAuCl a AgX, tak jejich přesné vlastnosti a účinek stříbrných solí dosud nejsou jisté.
Jako příklady katalyticky aktivních, ale izolovatelných, prekatalyzátorů neobsahujících stříbro lze uvést p-nitrobenzoáty, bistriflimidy a některé komplexy nitrilů.
Kationtové zlatné komplexy vytváří π-komplexy s alkeny a alkyny. Zlato není jediným kovem vykazujícím tento druh vazeb a reaktivity, uvedenou vlastnost mají i některé ionty kovů isolobální s protonem (tedy obsahující prázdné s-orbitaly), například Hg2+ a Pt2+. Podobné elektrofilní ionty a komplexy se silnou náchylností k tvorbě π-komplexů se označují jako π-kyseliny.
Zlatné komplexy alkenů a alkynů jsou elektrofilní a náchylné k nukleofilním atakům. Při oxymerkuracích se vzniklé organické sloučeniny rtuti vytvářejí stechiometricky a k získání konečného produktu je třeba další reakční krok. U zlata se protonolýzou vazeb Au-C bond katalytický cyklus uzavírá, což umožňuje koordinaci dalšího substrátu. K výhodám zlatných katalyzátorů patří: 1) stálost na vzduchu (způsobená vysokým oxidačním potenciálem Au+), 2) odolnost vůči vlhkosti a 3) nízká toxicita oproti ostatním π-kyselinám (jako jsou příslušné platnaté a rtuťnaté sloučeniny). Zlatné komplexy obvykle nejsou oxidovány a jejich alkylové a vinylové varianty nepodléhají beta-hydridovým eliminacím.

### Historie
V roce 1976 byla popsána přeměna fenylacetylenu na acetofenon s použitím kyseliny tetrachlorozlatité; výtěžnost činila 37 %. Trojmocné zlato zde sloužilo jako homogenní katalyzátor při reakci podobné oxymerkuraci.
V roce 1991 dal K. Utimoto tetrachlorzlatitan sodný (NaAuCl4) s alkyny a vodou. J. H. Teles objevil nevýhodu tohoto postupu spočívající v redukci Au3+ na katalyticky neaktivní kovové zlato a roku 1998 použil pro stejnou reakci zlatný komplex:
Tato reakce ukázala možnost dosáhnout u reakcí katalyzovaných zlatem vysoké účinnosti a vedla k výzkumu využití zlatných komplexů fosfinů v aktivacích násobných vazeb C-C.
Kvůli nízké stabilitě zlatitých komplexů při podmínkách reakcí byla také zkoumána katalytická aktivita samotného chloridu zlatitého, který se v některých případech také ukázal jako dobrý katalyzátor, například byla popsána vnitromolekulární Dielsova–Alderova reakce, katalyzovaná AuCl3, alkynovaného furanu - druh reakce, jenž obvykle neprobíhá - za účelem přípravy 2,3-disubstituovaných fenolů:
Mechanistické studie ukázaly, že na začátku této reakce proběhne hydroarylace alkynu, po které následuje několik vnitromolekulárních přesmyků a nakonec se objeví 6π elektrocyklizace a rearomatizace.
Velký náboj jádra atomu zlata (Z = 79) u jeho organických sloučenin způsobuje významné relativistické efekty. V důsledku relativistického rozšíření 5d-orbitalů může LAu fragment stabilizovat sousední karbokation dodáváním elektronů do prázdného p-orbitalu. Spolu s očekávanou reaktivitou karbokationtu se tak tyto kationty chovají jako karbeny, což bylo například využito v katalyzátorech cyklopropanací.
Propargylestery mohou sloužit jako prekurzory kationtových vinylkarben-zlatných meziproduktů, schopných reagovat s alkeny v cyklopropanacích. Použití chirálního ligandu ((R)-DTBM-SEGPHOS) vedlo k dobrým až velmi dobrým enantioselektivitám.
Antonio M. Echavarren popsal v roce 2005 první přípravu chirálních bisfosfinzlatných komplexů pro enantioselektivní reakce probíhající přes pí-aktivace, ovšem již v roce 1986 se objevil článek o enantioselektivní katalýze sloučeninami zlata. Benzaldehyd reagoval s methylisokyanoacetátem za přítomnosti chirálního ferrocenylfosfinového ligandu a bis(isokyanid)zlatného komplexu za cyklizace a vzniku chirálního oxazolinu. Protože oxazoliny lze hydrolyzovat na 1,2-aminoalkoholy, tak byla tato reakce jednou z prvních asymetrických katalytických adolových reakcí.
Na rozdíl od ostatních výše popsaných reakcí zde nebyla použita aktivace dvojné nebo trojné vazby C-C. Jednomocné se koordinovalo s fosfinovými ligandy a isokyanatanovou skupinou, která byla poté atakována karbonylovou.
Heterogenní katalýza sloučeninami zlata je známa déle. Zlato je odolné vůči oxidacím a vykazuje vysokou účinnost při nízkoteplotních oxidacích a hydrochloraci acetylenů na vinylchloridy. Přesné vlastnosti katalytického místa u těchto reakcí nejsou známy.
Ke katalyzování takovýchto reakcí lze použít i jiné kovy, například železo (viz organické sloučeniny železa).

## Příklady reakcí katalyzovaných sloučeninami zlata
Přestože nemají průmyslové využití, tak zlato může katalyzovat řadu organických reakcí, například zlatné sloučeniny lze použít na tvorbu vazeb C-C a zlatité sloučeniny, které jsou tvrdšími Lewisovými kyselinami, na vazby C-X (X = O, N). Zlato může dobře katalyzovat C-C a C-heteroatomové párovací reakce probíhající přes cykly obsahující zlatné a zlatité meziprodukty.
Hong C. Shen rozdělil homogenní reakce vytvářející cyklické sloučeniny do čtyř skupin:
- Nukleofilní adice heteroatomů na nenasycené vazby C-C, vytvářející převážně malé heterocykly (furany, pyrroly a thiofeny)
- Hydroarylace: Friedelovy–Craftsovy reakce s využitím komplexů kovů s alkyny, příkladem může být reakce mesitylenu s fenylacetylenem:[31]

- Cyklizace enynů, obzvláště cykloizomerizace, jako je 5-exo-dig-1,6-enynová cykloizomerizace:[32]

- Cykloadice, například reakce nitriloxidů s alkyny.[33]

Zlato je též možné použít při aktivacích vazeb C–H, aldolových a párovacích reakcí.

### Omezení
Přestože hydrofunkcionalizace alkynů, allenů a allylalkoholů katalyzované sloučeninami zlata probíhají dobře i za mírných podmínek, tak neaktivované alkeny většinou tak dobře nereagují, což je převážně způsobeno odolností alkylzlatných komplexů proti protodeauraci.
Mezimolekulární reakce katalyzované zlatem nejsou tak rozvinuté jako vnitromolekulární.